# S. C. Sykes
Sondra Catharine Sykes (San Antonio, Texas, 1943. szeptember 4. – North Wales, Pennsylvania, 2005. július 23.) amerikai sci-fi-szerző.

## Munkássága
1981-ben jelent meg első munkája az Analog magazinban. 1985-ben adták ki első kisregényét, amelyet 1987-ben az első önálló kötet követett: az U.S.S.A. sorozat harmadik része. 1991-ben jelent meg 2. könyve Red Genesis címmel.

## Művei

### Fiction-sorozat
- U.S.S.A. 3. könyv (1987)

### Regény
- Red Genesis (1991)

### Novellák
- A Cyphertone (1981) elbeszélés
- Rockabye Baba (1985) kisregény

## Magyarul
- A Cyphertone (Galaktika, 58. és 231. szám)[1][2]

## Díjak, nevezések
- 1985 Nebula-díjas novellák: Rockabye Baby jelölt